# Jens Burmeister
Jens Burmeister (* 12. Oktober 1967 in Wilhelmshaven) ist ein deutscher Autor. 

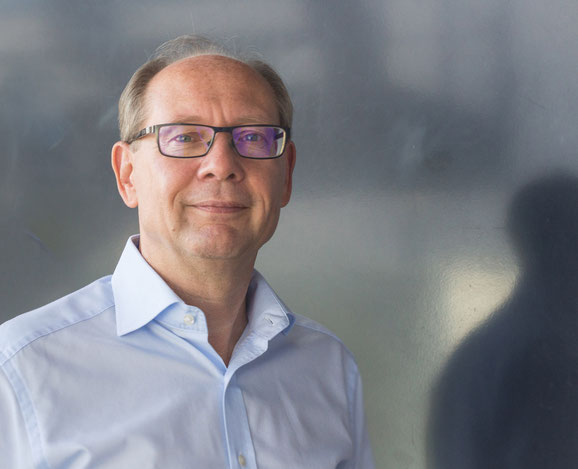
Jens Burmeister, 2021

## Leben
Burmeister studierte Chemie an der Georg-August-Universität Göttingen und ist 1997 an der Albert-Ludwigs-Universität Freiburg promoviert worden. Von 1997 bis 2001 arbeitete er bei der Noxxon Pharma AG, von 2001 bis 2020 war er bei der Bayer AG beschäftigt. Seit 2020 arbeitet er als freier Autor. Er ist Verfasser wissenschaftlicher Publikationen und Patentanmeldungen. Seit 2003 schreibt er den Mittelrhein-Weinführer im Internet. Es folgten seit 2008 Buchveröffentlichungen in Form von Weinführern und kulinarischen Krimis.

## Werke
- Weinromantik und Terroirkultur. BOD, Norderstedt 2008, ISBN 978-3-8370-7218-1.
- Mittelrheinwein. BOD, Norderstedt 2011, ISBN 978-3-8448-0680-9.
- Tod in der Steillage. KSB-Media, Gerlingen 2015, ISBN 978-3-945195-97-0.
- Mord post mortem. Digital Publishers, Stuttgart 2019, ISBN 978-3-960877-01-1.
- Tödlicher Riesling. Emons-Verlag, Köln 2019, ISBN 978-3-7408-0615-6.
- Tödliche Toskana. Midnight by Ullstein, Berlin 2021, ISBN 978-3-95819-314-7.
- Trügerische Toskana. Ullstein, Berlin 2022, ISBN 978-3-8437-2860-7.
- Winterwein. BOD, Norderstedt 2023, ISBN 978-3-7519-3677-4.
- 111 Orte am Mittelrhein, die man gesehen haben muss. Emons-Verlag, Köln 2023, ISBN 978-3-7408-1745-9.
- Verhängnisvolle Toskana. Ullstein, Berlin 2024, ISBN 978-3-8437-2979-6.

### Beiträge
- Beitrag in: The Molecular Origins of Life. Cambridge University Press, Cambridge 1998, ISBN 0-521-56412-3.
- Beitrag in: Schlaf gut. Wendepunkt-Verlag, Weiden 2017, ISBN 978-3-942688-89-5.
- Beitrag in: Tat-Zeuge. Gmeiner-Verlag, Meßkirch 2017, ISBN 978-3-8392-2054-2.
- Beitrag in: Am laufenden Wort. Selbstpublikation des AutorenForums Köln über Engelsdorfer Verlag, Leipzig 2017, ISBN 978-3-8442-5191-3.

## Auszeichnungen
- 2020: Kurzgeschichte Eberweins Nachbar auf der Longlist des Berliner Literaturpreises Wortrandale